# Clastoptera juniperina
Clastoptera juniperina, conhecida como cigarrinha do zimbro, é uma espécie de cigarrinha da família Clastopteridae . É encontrado na América do Norte.